# ستاره سا (سرده)
ستاره سا (نام علمی: Galatella) نام یک سرده از تیره کاسنیان است.